# Hvis mennesket ikke får lov at elske
Hvis mennesket ikke får lov at elske er en dansk dokumentarfilm fra 1983, der er instrueret af Anders Jørgensen og Peter Gren Larsen.

## Handling
En skildring af besættelsen og aktivisterne i ungdomshuset i Abel Cathrines Gade, og frem til de voldsomme sammenstød ved Musikmekanisk Museum. Filmen viser, hvordan aktivisterne udfører praktiske opgaver, og hvordan man tager beslutninger, når 60-80 mennesker på 14-28 år skal få et ungdomshus til at fungere.